# A faljáró (film, 1951)
A faljáró, eredeti francia címe Garou-Garou, le passe-muraille vagy Le passe-muraille (nemzetközi forgalmazásban Mr. Peek-a-Boo), 1951-ben bemutatott fekete-fehér francia vígjáték, Jean Boyer rendezésében, Bourvil és Joan Greenwood főszereplésével. A film Marcel Aymé 1941-es „Le Passe-muraille” (A faljáró) című elbeszélésének laza adaptációja.

## Cselekmény
Léon Dutilleul párizsi kishivatalnok, az álszenten moralizáló és tekintélyelvű hivatali hierarchia apró csavarja. Egy napon véletlenül felfedezi, hogy képes átmenni a falakon. Elmondja barátjának, Jean-Paul festőművésznek, aki gyakorlati ötleteket ad neki, hogyan hasznosíthatná új képességét: törjön borsot az őt ugráltató hivatali főnökök orra alá, vicceljen meg ismeretleneket vagy lessen be az előkelő szálloda butikjának női próbafülkéibe. A falon át kukkoló Léon a sok szép nő között meglát egy angol lányt, Susant, akit „igazi lady”-nek gondol, és fülig beleszeret. Susan valójában szállodai besurranó ékszertolvaj, aki éjszakánként akrobata ügyességgel lopózik be az alvó vendégek hotelszobáiba. A szerelmes Léon a falon át követi és kilesi. Elhatározza, hogy jó útra téríti a lányt, és közben hátha el is tudja csábítani.
Léon jóbarátja, a festő hiába inti őt óvatosságra, Léon a lopott ékszereket elcseni Susan szobájából, és észrevétlenül, a falakon átjárva visszacsempészi jogos tulajdonosaiknak. Susan cinkosa, Maurice, a szálloda portása hiába jön az ékszerekért. A szerelmes Léon felkeresi Susant, jövendőmondóként a bizalmába férkőzik, megtudja, hogy olyan férfit keres, aki érdekes, kalandos életet biztosít neki. A kis hivatalnok Léon úgy próbálja a lány figyelmét felkelteni, hogy azt füllenti neki, ő maga is nagystílű bankrabló, neve „Mumus-Mumus” (Garou-Garou). Hírnevét bizonyítandó, Léon ékszereket, hatalmas pénzösszegeket lop el bankok trezorjaiból, a falakon átjárva, „Mumus-Mumus” névjegyét hátrahagyva. A rendőrség nem érti, a rabló hogyan jut be a lezárt páncéltermekbe. Végül Léon betelefonál a rendőrségre, hogy fogják végre el. Beviszik a Santé börtönbe, de a börtöncellából is ki-be járkál, újra és újra megszökik, a sajtó hatalmas hírverést csap neki. A börtön előtt szerelmes nők várakoznak, hátha megpillanthatják a híres bűnözőt. Egyik kiruccanása alkalmával találkozik Susannal, aki szintén rokonszenvezik a kisemberrel, aki egyben nagy kalandor is.
Léon visszamegy a börtönbe, nehogy az őrt, aki családos ember, kirúgják az állásból. Láncra verve bíróság elé kerül, de mivel minden lopott holmit maradéktalanul visszaad, és egyébként rendes, becsületes dolgozó állampolgár, felmentik és szabadon engedik. Munkahelyén zajosan ünneplik kollégái, akik eddig semmibe se vették. Susan felkeresi, és elmondja neki, hogy jó útra tér és hazakészül Angliába. Léon bevallja neki, hogy ő valójában nem bűnöző, csak beleszeretett Susanba, és imponálni akart neki. Susan viszonozza Léon érzelmeit, de a szerelmeseket riporterek csapata rohamozza meg, akik a híres „Mumus-Mumust” akarják fotózni és interjúvolni. A pár az épületbe menekül, de egy folyosó végén zsákutcába kerülnek. Léon átlöki Susant a falon, ő azonban már nem tud utána menni, mert elvesztette csodálatos faljáró képességét.

## Szereposztás
| Szerep                                 | Színész          | Magyar hangja (1. szinkron, 1972) |
| -------------------------------------- | ---------------- | --------------------------------- |
| Léon Dutilleul                         | Bourvil          | Csákányi László                   |
| Susan                                  | Joan Greenwood   | Béres Ilona                       |
| Maurice (Susan cinkosa)                | Gérard Oury      | N/A                               |
| Félix Burdin, irodavezető              | Roger Tréville   | N/A                               |
| Germaine, Léon nővére                  | Marcelle Arnold  | N/A                               |
| Gaston, Léon sógora                    | Jacques Erwin    | N/A                               |
| Szakorvos                              | Frédéric O’Brady | N/A                               |
| Gen-Paul (Jean-Paul), festőművész      | Raymond Souplex  | N/A                               |
| Minisztériumi tisztviselő              | René Worms       | N/A                               |
| Madame Héloïse                         | Nina Myral       | N/A                               |
| Az öltözködő nő                        | Nicole Riche     | N/A                               |
| Madame Ménard, házmesterné             | Germaine Reuver  | N/A                               |
| Dél-amerikai nő                        | Jeanne Véniat    | N/A                               |
| Monsieur Robert                        | Georges Flateau  | N/A                               |
| Börtönigazgató                         | Georges Lannes   | N/A                               |
| Börtönőr (akit Léon megrúg a falon át) | Jacky Blanchot   | N/A                               |

## Érdekesség
- A Raymond Souplex által megtestesített „Jean-Paul” párizsi festőművész alakját az eredeti elbeszélésben Marcel Aymé egy korabeli ismerőséről, a „Gen Paul” néven ismert Eugène Paul (1895–1975) montmartre-i festőről mintázta. A novella későbbi filmes adaptációiban a rendezők ezt a karaktert más és más jellemvonásokkal és vérmérséklettel ruházták fel.